# Burgstall Bernstein
Der Burgstall Bernstein, auch Schleeschloss genannt, ist eine abgegangene mittelalterliche Höhenburg im Frankenwald über dem Tal der Wilden Rodach, etwa 900 Meter westsüdwestlich der Ortsmitte von Bernstein am Wald in der oberfränkischen Gemeinde Schwarzenbach am Wald im Landkreis Hof in Bayern, Deutschland. Erhalten hat sich von der Anlage auf einem Felssporn nur ein doppelter Graben. Die Burgstelle ist als Bodendenkmal Nummer D-4-5735-0005: „Mittelalterlicher Burgstall“ geschützt.

## Geschichte
Die Burganlage ähnelt in ihrer Lage den angrenzenden Burgen in Rodeck und Schwarzenstein. Gefolgsleute der Grafen von Henneberg gelten als ihre Erbauer. Bei der ersten urkundlichen Erwähnung der Ortschaft Bernstein 1372 und auch später wurde die Burg nicht erwähnt und war vermutlich damals bereits verfallen.

## Beschreibung
Die bewaldete Burgstelle in Spornlage befindet sich in rund 530 m ü. NN Höhe auf einem nach Südwesten vorspringenden Bergsporn. Diese kleine Spornkuppe fällt an ihrer Süd- und Westseite senkrecht in das 100 Höhenmeter tiefer liegende Tal der Wilden Rodach ab, nach Nordwesten ebenfalls mehrere Meter senkrecht in ein kleines Nebental, das sich von der Ortschaft Bernstein am Wald aus herabzieht. An der von Natur aus nicht so gut geschützten Nordostseite der Burgstelle, an der der Berg weiter ansteigt und die Burgstelle überhöht, wurden als Annäherungshindernis zwei hintereinander liegende Gräben angelegt. Diese aus dem Fels geschlagenen Gräben mit leicht nach außen gebogenem Verlauf laufen beiderseits an den Hangkanten aus. Der Abstand der Gräben misst etwa 15 Meter, der innere Graben ist etwa 30 Meter lang und von außen zwei Meter tief. Die unregelmäßige und unebene Fläche der Burganlage beträgt acht mal sechs Meter. Archäologische Funde wurden bisher nicht gemacht.